# Gabriel Auer
Gabriel Auer (Budapest, 2 de maig de 1936 - 3 de maig de 2014) va ser un guionista, director i productor de cinema francès.

## Biografia
Va deixar Hongria amb la seva família el 1939, va passar la seva infantesa durant la guerra a França, després a Mònaco. Va emigrar al Canadà el 1955, on va estudiar comerç i arts a la universitat anglòfona Sir George Williams de Mont-real.
Després viu i treballa al Canadà, Amèrica Llatina i Suïssa. La seva carrera cinematogràfica va començar el 1970 com a productor associat de la pel·lícula La Salamandre d'Alain Tanner. Després va dirigir diversos curtmetratges, inclòs Le Destin de Jean-Noël ? que va rebre una nominació als Premis César el 1977. El 1978 va fundar la seva pròpia productora, Forum Films.
El seu primer llargmetratge, Vacances royales el 1980 va rebre el prix Jean Delmas al Canes. Alterna les activitats de direcció i producció. El 1982, la seva pel·lícula Les Yeux des oiseaux rep el Gran Premi Coral al Festival Internacional del Nou Cinema Llatinoamericà de l'Havana. Aquesta pel·lícula, sobre la presó Libertad, té una influència política considerable a l'Uruguai, on circula clandestinament durant i després de la dictadura militar. El 1988 va produir el primer llargmetratge de la directora índia Mira Nair, Salaam Bombay!, pel·lícula nominada a l'Oscar i que va rebre la Caméra d'or al Festival de Canes.
A partir de 1993, va dirigir els tallers d'escriptura de guions i formació de formadors dins dels programes Sources i Sources 2, (Programes Media de la Unió Europea).
Ha estat membre i tresorer de la Société des réalisateurs de films (SRF) de 1978 a 2008 va representar la SRF a la Comissió d'Aprovació de la Producció del Centre Nacional de Cinema i la Imatge Animada del 1985 al 2005. També va ser membre del jurat de la Càmera d'or al 46è Festival Internacional de Cinema de Canes i membre de l'ARP.

## Filmografia

### Director
Curtmetratges
- 1972: J'fais du pouce
- 1973: Chiennerie
- 1974: Portrait d'un châtelain
- 1976: Le Destin de Jean-Noël ?
- 1976 : Quand j'aurai vingt ans je serai heureux
- 1978: De ma fenêtre
- 1983: Bienvenue en Uruguay

Llargmetratges
- 1980: Vacances royales
- 1982: Les Yeux des oiseaux (Cinéma et TV)
- 2000: Le Birdwatcher

### Productor
- 1971: La Salamandre
- 1985: Rue du cinéma
- 1985: India Cabaret
- 1988: Salaam Bombay!
- 1992: Maya
- 1997: Je suis vivante et je vous aime

## Premis i nominacions
- 1976: nominació als Césars (millor curtmetratge de ficció) per Le Destin de Jean-Noël ?
- 1980: Segon Prix Jean-Delmas al Festival de Canes per Vacances Royales
- 1982: Gran Premi Coral al Festival de Cinema Llatinoamericà de l'Havana per Les Yeux des oiseaux
- 1988: Nominació a l'Oscar (millor pel·lícula estrangera) i Càmera d'Or al Festival de Canes per Salaam Bombay!